# Třída Lerici
Třída Lerici je třída minolovek provozovaných Italským námořnictvem a v podobě odvozených typů rovněž několika zahraničními uživateli. Pro Itálii byly postaveny celkem čtyři jednotky této třídy, pro Nigérii dvě a pro Malajsii čtyři. Italské minolovky jsou v aktivní službě a jejich domovským přístavem je La Spezia. Úzce na ně rovněž navázala následující mírně zvětšená třída Gaeta, čítající osm plavidel.
Na základě třídy Lerici vzniklo několik dalších tříd minolovek, zakoupených námořnictvy Alžírska (1 ks), Austrálie (6 ks), Finska (3 ks), Thajska (8 ks) a USA (12 ks). Bezlicenční kopii minolovek třídy Lerici postavila Jižní Korea (6 ks). Včetně těchto derivátů tak bylo na základě třídy Lerici postaveno celkem 54 minolovek.

## Pozadí vzniku
Minolovky vyvinula italská loděnice Intermarine SpA v Sarzaně. V roce 1985 byly do služby zařazeny čtyři jednotky pojmenované Lerici (M5550), Sapri (M5551), Milazzo (M5552) a Vieste (M5553).
Jednotky třídy Lerici:
| Jméno           | Uživatel | Spuštěna | Dodání            | Status                        |
| --------------- | -------- | -------- | ----------------- | ----------------------------- |
| Lerici (M5550)  | Itálie   | 1982     | 4. května 1985    | v rezervách námořnictva, 2012 |
| Sapri (M5551)   | Itálie   | 1984     | 14. prosince 1985 | v rezervách námořnictva, 2012 |
| Milazzo (M5552) | Itálie   | 1984     | 14. prosince 1985 | aktivní                       |
| Vieste (M5553)  | Itálie   | 1985     | 14. prosince 1985 | aktivní                       |
| Ohue (M371)     | Nigérie  | 1985     | 28. května 1987   | aktivní                       |
| Maraba (M372)   | Nigérie  | 1986     | 25. února 1988    | aktivní                       |
| Mahamiru (M11)  | Malajsie | 1983     | 11. prosince 1985 | aktivní                       |
| Jerai (M12)     | Malajsie | 1983     | 11. prosince 1985 | aktivní                       |
| Ledang (M13)    | Malajsie | 1983     | 11. prosince 1985 | aktivní                       |
| Kinabulu (M14)  | Malajsie | 1983     | 11. prosince 1985 | aktivní                       |

## Konstrukce

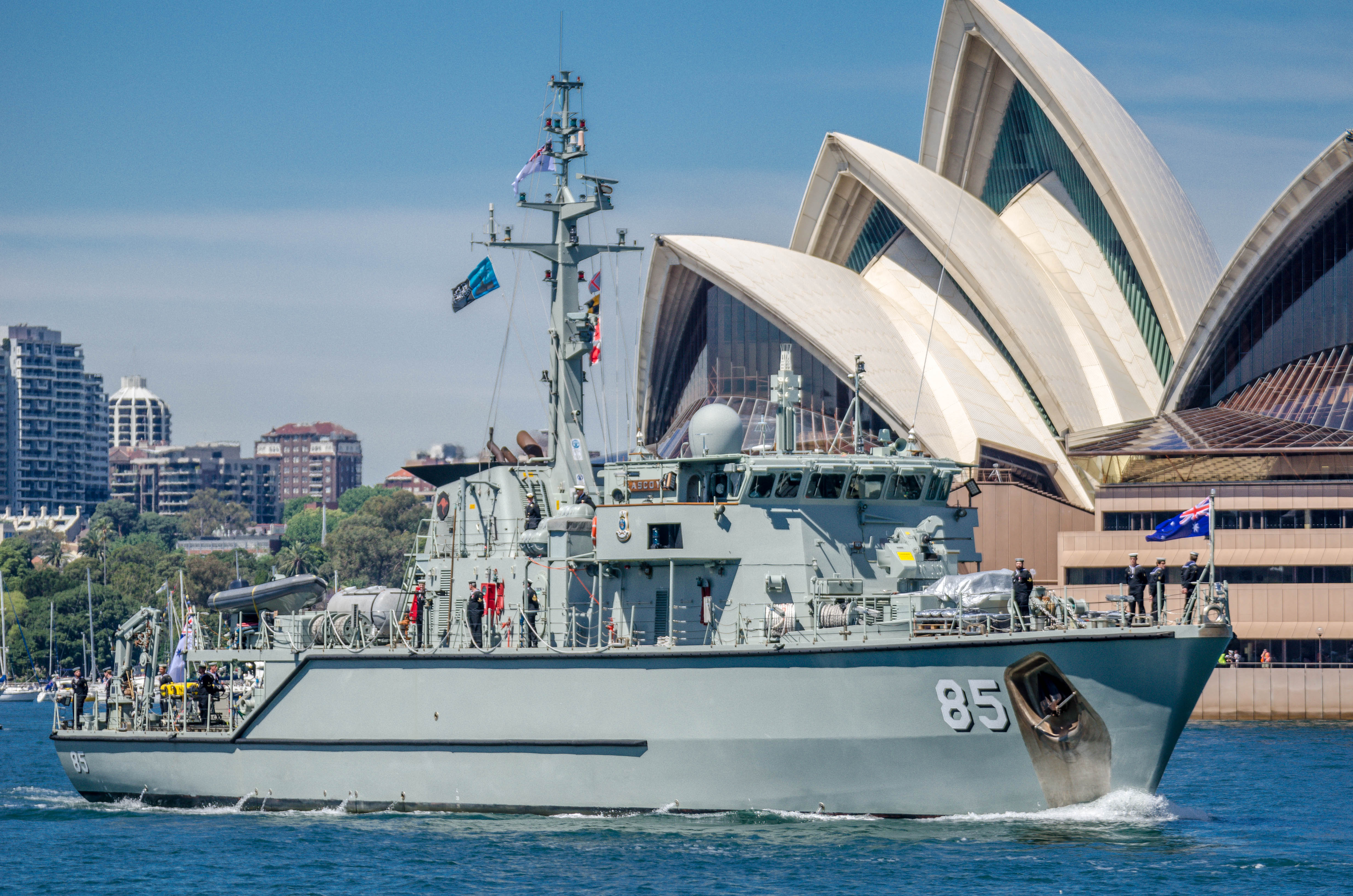
Australská minolovka HMAS Gascoyne (M 85)

Vývoj nových minolovek, které měly nahradit stará plavidla pocházející z 50. let, byl objednán v roce 1978. Trup plavidla je zhotoven ze sklolaminátu a je odolný vůči podmořským výbuchům. Miny jsou vyhledávány pomocí vysokofrekvenčního sonaru SQQ-14 a potápěči, kterých může být na palubě až sedm. K likvidaci min slouží dálkově ovládané prostředky MIN-77 a Pluto. Obrannou výzbroj tvoří jeden 20mm kanón Oerlikon. Pohonný systém tvoří jeden diesel GMT B230-8M. Lodní šroub je jeden. Nejvyšší rychlost dosahuje 15 uzlů.

## Uživatelé třídyLerici

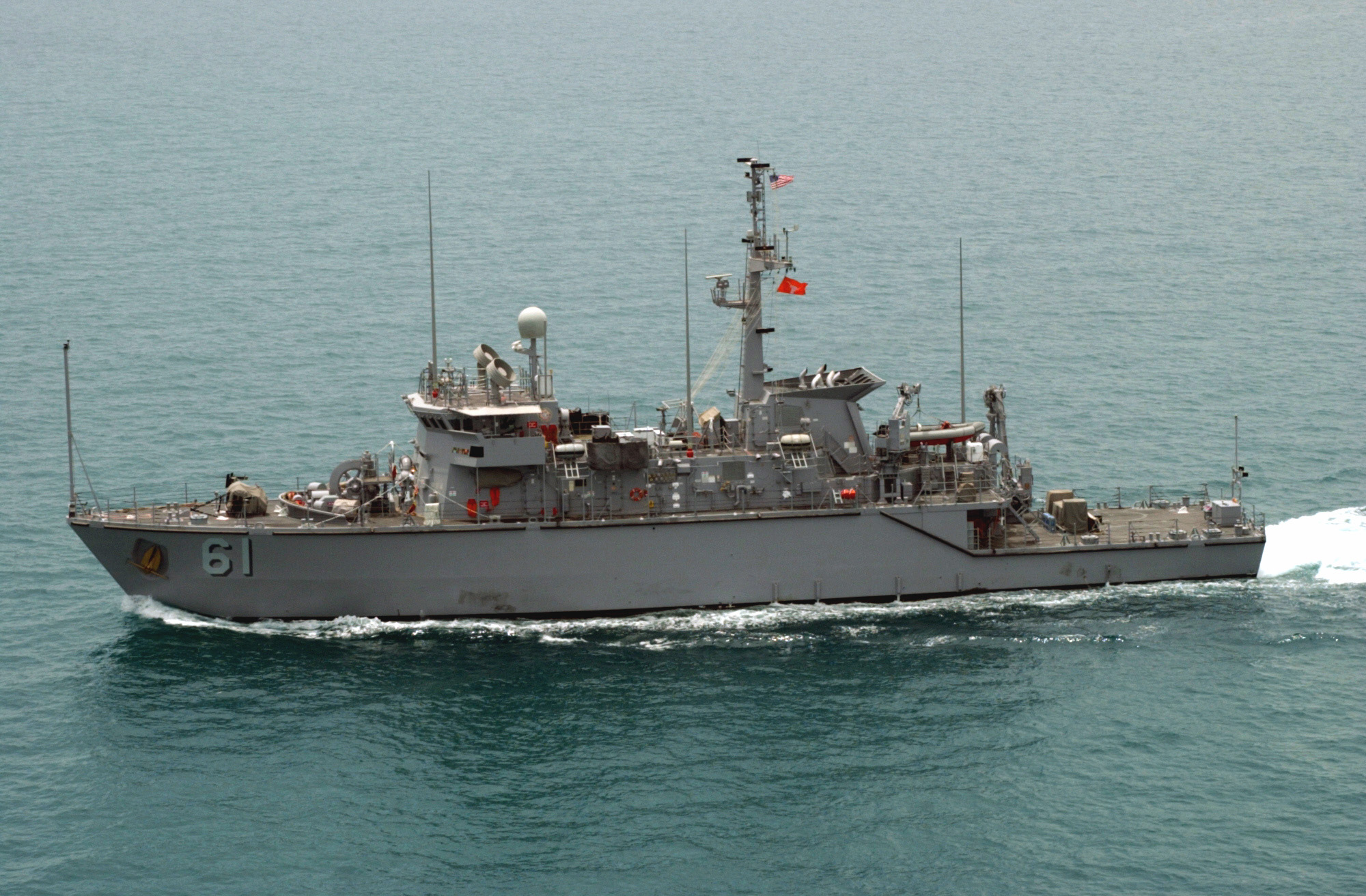
Americká minolovka USS Raven (MHC 61)

- Italské námořnictvo – celkem 10 jednotek.
- Malajsijské královské námořnictvo – čtyři jednotky třídy Mahamiru, pojmenované Mahamiru (11), Jerai (12), Ledang (13) a Kinabalu (14).
- Nigerijské námořnictvo – dvě jednotky pojmenované Ohue (M 371) a Marabai (M 372).

## Deriváty třídyLerici

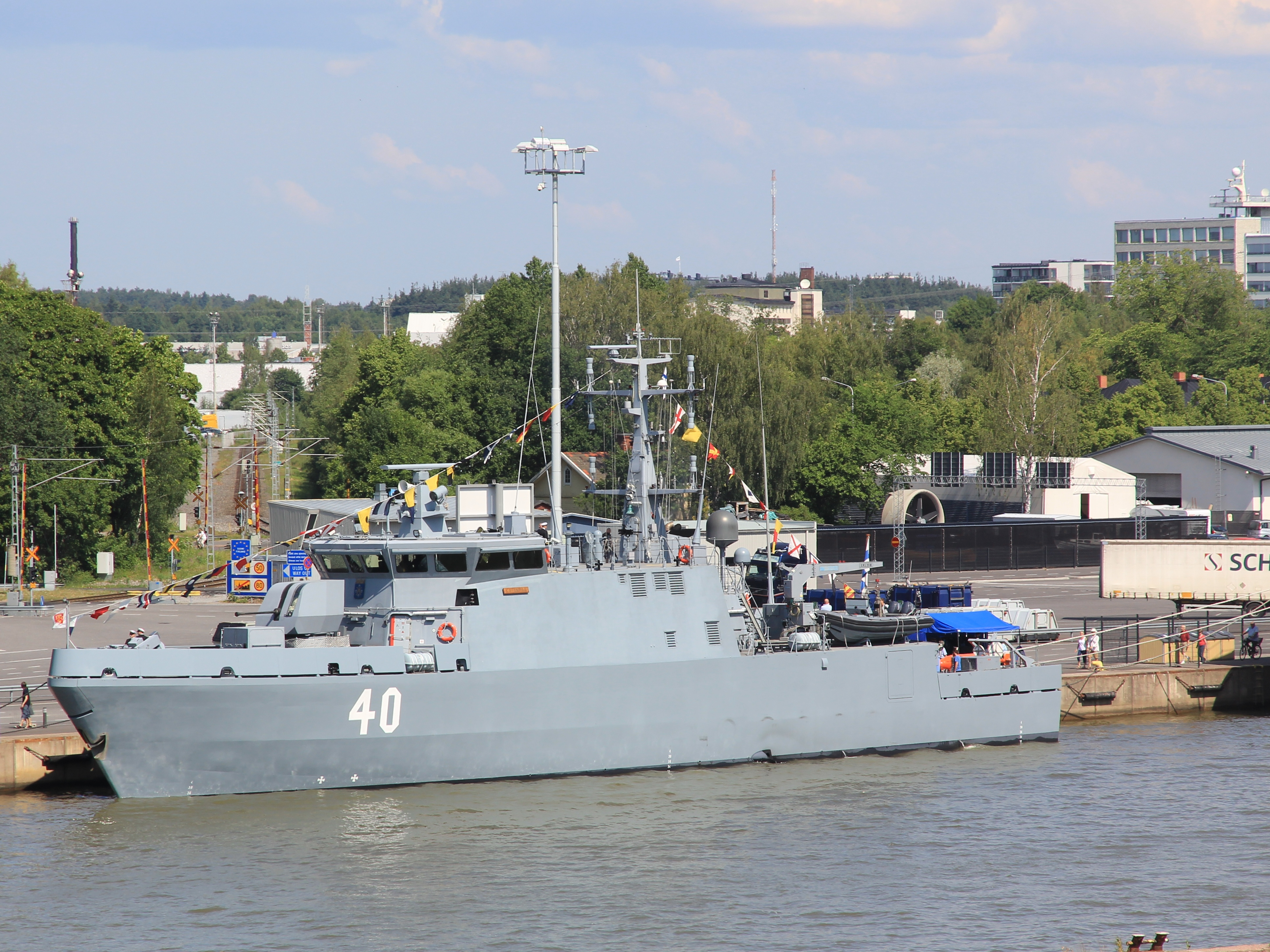
Finská minolovka Katanpää

- Alžírské námořnictvo – tři minolovky třída El-Kasseh, odvozeny od třídy Katanpää.
- Australské námořnictvo – šest minolovek odvozené třídy Huon.
- Námořnictvo Korejské republiky – šest minolovek třídy Kanggjeong.
- Finské námořnictvo – tři minolovky hluboce modernizované třídy Katanpää.
- Italské námořnictvo – osm minolovek třídy Gaeta.
- Thajské královské námořnictvo – osm minolovek třídy Lat Ya.
- Námořnictvo Spojených států amerických – 12 minolovek odvozené třídy Osprey.